# Grand Prix automobile de Malaisie 2003
GP précédent GP suivant
Le Grand Prix automobile de Malaisie 2003 (2003 Petronas Malaysian Grand Prix), disputé sur le circuit international de Sepang le 23 mars 2003, est la 699e épreuve de l'histoire du championnat du monde de Formule 1 courue depuis 1950 et la deuxième épreuve du championnat 2003.

## Classement de la course

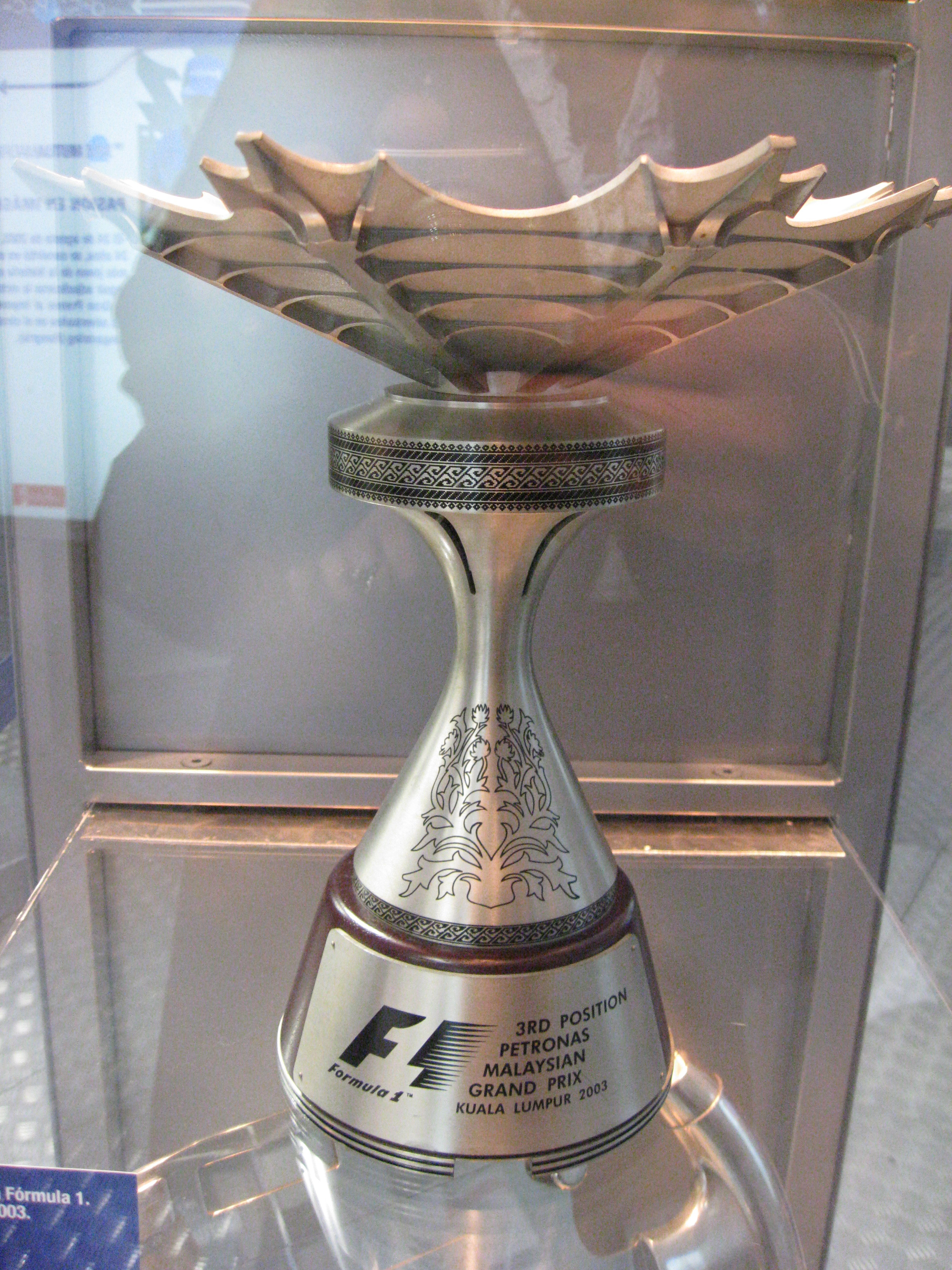
Le trophée de Fernando Alonso, troisième de l'épreuve

| Pos  | N° | Pilote                | Écurie           | Tours | Temps/Abandon                      | Grille | Points |
| ---- | -- | --------------------- | ---------------- | ----- | ---------------------------------- | ------ | ------ |
| 1    | 6  | Kimi Räikkönen        | McLaren-Mercedes | 56    | 1 h 32 min 22 s 195 (201,629 km/h) | 7      | 10     |
| 2    | 2  | Rubens Barrichello    | Ferrari          | 56    | + 39 s 286                         | 5      | 8      |
| 3    | 8  | Fernando Alonso       | Renault          | 56    | + 1 min 04 s 007                   | 1      | 6      |
| 4    | 4  | Ralf Schumacher       | Williams-BMW     | 56    | + 1 min 28 s 026                   | 17     | 5      |
| 5    | 7  | Jarno Trulli          | Renault          | 55    | + 1 tour                           | 2      | 4      |
| 6    | 1  | Michael Schumacher    | Ferrari          | 55    | + 1 tour                           | 3      | 3      |
| 7    | 17 | Jenson Button         | BAR-Honda        | 55    | + 1 tour                           | 9      | 2      |
| 8    | 9  | Nick Heidfeld         | Sauber-Petronas  | 55    | + 1 tour                           | 6      | 1      |
| 9    | 10 | Heinz-Harald Frentzen | Sauber-Petronas  | 55    | + 1 tour                           | 13     |        |
| 10   | 12 | Ralph Firman          | Jordan-Ford      | 55    | + 1 tour                           | 20     |        |
| 11   | 21 | Cristiano da Matta    | Toyota           | 55    | + 1 tour                           | 11     |        |
| 12   | 3  | Juan Pablo Montoya    | Williams-BMW     | 53    | + 3 tours                          | 8      |        |
| 13   | 19 | Jos Verstappen        | Minardi-Cosworth | 52    | + 4 tours                          | 18     |        |
| Abd. | 15 | Antônio Pizzonia      | Jaguar-Cosworth  | 42    | Sortie de piste                    | 15     |        |
| Abd. | 18 | Justin Wilson         | Minardi-Cosworth | 41    | Pilote épuisé                      | 19     |        |
| Abd. | 14 | Mark Webber           | Jaguar-Cosworth  | 35    | Moteur                             | 16     |        |
| Abd. | 20 | Olivier Panis         | Toyota           | 12    | Pression de carburant              | 10     |        |
| Abd. | 5  | David Coulthard       | McLaren-Mercedes | 2     | Électricité                        | 4      |        |
| Abd. | 11 | Giancarlo Fisichella  | Jordan-Ford      | 0     | Électricité                        | 14     |        |
| Abd. | 16 | Jacques Villeneuve    | BAR-Honda        | 0     | Électricité                        | 12     |        |

## Pole position et record du tour
- Pole position : Fernando Alonso en 1 min 37 s 044
- Tour le plus rapide : Michael Schumacher en 1 min 36 s 412 au 45e tour.

## Tours en tête
- Fernando Alonso 13 (1-13)
- Kimi Räikkönen 40 (14-19 / 23-56)
- Rubens Barrichello 3 (20-22)

## Statistiques
- 1re victoire pour Kimi Räikkönen.
- 137e victoire pour McLaren en tant que constructeur.
- 42e victoire pour Mercedes en tant que motoriste.
- Fernando Alonso devient le plus jeune pilote à monter sur un podium (21 ans, 7 mois et 23 jours).